# Железопътна линия Разделна – Кардам
Железопътната линия Разделна  – Кардам – Негру вода (Румъния) е железопътна линия с междурелсие 1435 мм, разположена в североизточна България, община Белослав, общини Аксаково, Белослав, Вълчи дол, Генерал Тошево, Девня, Добричка, Суворово.

## Участък Разделна (Повеляново) – Добрич
Със „Закона за разширение мрежата на Българските държавни железници“ от 26 февруари 1897 г. на българското правителство се възлага да осигури построяването на един клон от съществуващата железопътна линия Русе – Варна за Добрич.
Строителството на линията в исторически аспект се разделя на два етапа – до Девня и до Добрич. За да се улесни износът на брашно от многото воденици на девненските извори (на брой 32, от които 5 с модерни инсталации), се решава да се построи железопътен клон Йовково (Разделна) – Девня. Клонът, с дължина от около 8 km, се строи съвместно от дружеството „А. Казанджиев – Н. Дишков“ и държавата. Долното строене и доставката на камък за баласт и траверсите се извършва от дружеството, а на релсите и монтирането им – от държавата. Участъкът се открива в експлоатация на 27 септември 1898 г.
След влизането му в експлоатация на участъка до Девня с още no-голяма острота възниква необходимостта от продължаване на линията до сърцето на Добруджа – град Добрич. Представители на местното население изпращат молба до министъра на земеделието, като привеждат много основателни аргументи за продължаване на линията от Девня до Добрич. В молбата се изтъква важността на земеделието за Добруджа, както и наличието само на един изходен пункт – пристанище Балчик, разположено на повече от 100 km от зърнопроизводителните райони.
През 1905 г. 13-о обикновено народно събрание одобрило извънреден заем от 22 692 955 лева за Министерство на обществените сгради, пътищата и съобщенията с цел изучаване терена за построяване на няколко железопътни линии, между които и линията Девня – Добрич. Скоро след това Дирекцията на постройките започнала проучвания на бъдещото трасе, като след множество теренни работи било решено то да премине през селата Козлуджа, настояще име град Суворово (община Суворово, област Варна) – Гевреклер – Саръ гьол – Баладжа до Добрич (67,5 км). Този вариант бил предпочетен пред други, които също предвиждали участъка от Девня до Козлуджа, но от там се отклонявали или към Хадърча, или към Курт дере. След проведения търг на 4 септември 1906 г., строителството на железопътната линия е било възложено на Главно предприятие за направата на железопътната линия Девня – Добрич „Георго Попов и Сие“ за 4 975 000 златни лева, със срок на завършване две години и девет месеца, считано от 12-и септември 1906 год.. След дълги преписки между предприемача и Министерството на обществените сгради, пътищата и съобщенията и 11 месеца теренна работа по правителственото трасе, линията била изградена по трасе, посочено от предприемачаː Девня – Козлуджа – Курт дере (настояще име гр. Вълчи дол) – Семет – Мало Ботьово – Добрич (56,5 км). Железницата била изградена с нови релси тип „РПШ“ с маса 31,2 кг/м и дължина 12 м.

## Румънско управление и дострояване на линията
През 1913 г., след Междусъюзническата война Румъния завзема Южна Добруджа и достроява линията от Добрич до Черна вода. Така тя се свързва с железопътната мрежа на Румъния. В навечерието на Втората световна война между България и Румъния започват преговори за Южна Добруджа. На 7 септември 1940 г. в град Крайова, окръг Долж, регион Олтения България и Румъния подписват договорната Крайовска спогодба, по силата на която Южна Добруджа е възвърната в пределите на България. След тази дата към мрежата на БДЖ се включва участък Оборище – Кардам – граница с Румъния с дължина 59,6 км, като връзката с железопътната мрежа на Румъния е чрез построяване на участък Кардам (община Генерал Тошево, област Добрич) - гранична румънска гара Черна вода|Меджидие.
По време на войната по тази линия се извършва голямата част от износа на Североизточна България основно за Германия, като се превозват и транзитни товари и/или петрол за държавите на юг от България.
Железопътната линия Разделна – Кардам е построена с минимален радиус на хоризонталните или десни, или леви завои 290 м, максимален наклон или на изкачвания, или на спускания 20 ‰ и с обща дължина 105,919 км.

## Експлоатация
През 50-те години от 20-и век започва интензивно строителство на различни заводи в района на Девня. Това налага разширение на жп гарата, осъществено на няколко етапа.
През 1974 г. е въведен в експлоатация Разделен Пост „Разделна“, чрез който линията има директна връзка с гара Повеляново. Тя е електрифицирана от Разделна (Повеляново) до Девня. Чрез тази връзка директните влакове от Варна в посока към Девня и в противоположното направление се движат без да нужда да влизат в Разделна за да сменят посоката си на движение.
През 1990-те години предвид намалелите обеми на превозите по линията гарите Ботево, Дончево, Генерал Колев, Генерал Тошев, Оборище, Чернево и РП „Разделна“ са преобразувани в спирки и е демонтирана стрелката с чиято помощ влакове се движат от Девня към Разделна или от Разделна към Девня.

## Технически съоръжения по железопътната линия

### Гари
| име на гарата | приемно-отправни коловози (ПОК) | приемно-отправни коловози (ПОК) | приемно-отправни коловози (ПОК) | осигурителна инсталация |
| име на гарата | брой ПОК                        | максимална полезна дължина      | минимална полезна дължина       | осигурителна инсталация |
| ------------- | ------------------------------- | ------------------------------- | ------------------------------- | ----------------------- |
| Повеляново    | 11                              | 826                             | 597                             | МРЦ                     |
| Девня         | 6                               | 714                             | 508                             | Р                       |
| Суворово      | 3                               | 615                             | 590                             | ЕЦМ                     |
| Вълчи дол     | 3                               | 585                             | 526                             | РУКЗ                    |
| Добрич        | 4                               | 625                             | 450                             | РУКЗ                    |
| Добрич-север  | 3                               | 694                             | 594                             | РУКЗ                    |
| Кардам        | 4                               | 586                             | 461                             | РУКЗ                    |

### Мостове
| междугарие                 | намира се на км | обща дължина, м | изграден от            | препятствие |
| -------------------------- | --------------- | --------------- | ---------------------- | --- |
| Повеляново – РП „Разделна“ | 0+421           | 60,00           | стоманобетон           | река |
| РП „Разделна” – Девня      | 2+530           | 20,20           | стоманобетон           | тръби за отвеждане на флуидни отпадъчни промишлени продукти към специално изградено езеро за дълготрайно безопасно съхраняване на непотребни или течни, или твърди субстанции |
| РП ,,Разделна" – Девня     | 6+681           | 33,10           | стомана                | река |
| Вълчи дол – Добрич         | 38+962          | 40,40           | стомана и кам. зидария | река |
| Вълчи дол – Добрич         | 51+750          | 61,50           | стомана и кам. зидария | река Суха река |
| Вълчи дол – Добрич         | 63+850          | 63,10           | стоманобетон           | околовръстен път |
| Вълчи дол – Добрич         | 66+600          | 32,60           | стоманобетон           | булевард „3-ти март“ |
| Добрич – Добрич-север      | 72+362          | 36,20           | стоманобетон           | река Добричка река |
| г. Добрич-север            | 75+274          | 35,20           | стоманобетон           | улица „Войвода Димитър Калъчлията“ |
| Ген. Тошево – Кардам       | 99+991          | 8,90            | стоманобетон           | сух тревист дол |
| Ген. Тошево – Кардам       | 103+698         | 60,20           | стомана и кам. зидария | сух тревист дол |

### Максимално допустими скорости (към 29.04.2025 г.)
| от гара      | до гара           | скорост |
| ------------ | ----------------- | ------- |
| Повеляново   | Девня             | 60      |
| Девня        | Суворово          | 80      |
| Суворово     | сп. Дончево       | 60      |
| сп. Дончево  | Добрич-север      | 80      |
| Добрич-север | граница с Румъния | 40      |